# ウェンディ・デイヴィス (女優)
ウェンディ・デイヴィス（Wendy Davis, 1966年6月30日 - ）は、アメリカ合衆国の女優である。ライフタイムのテレビシリーズ『アーミー・ワイフ』のジョーン・バートン役で知られる。

## 生い立ち
メリーランド州ボルチモア郊外の小さな町であるジョッパタウンで育った。ジョッパタウン高等学校に通った後、ハワード大学で演劇の学位を取得して卒業した。

## キャリア
1991年にテレビシリーズ『The New WKRP in Cincinnati』にレギュラー出演する。1996年から97年には警察ドラマ『ハイ・インシデント/警察ファイルJ』に出演した。
2007年から2013年までにはライフタイムのテレビシリーズ『アーミー・ワイフ』にジョーン・バートン役で出演した。同番組からは第7シーズンを以て降板した。
ABCのドラマシリーズ『スキャンダル 託された秘密』では第2シーズンよりキンバリー・ミッチェルを演じている。

## 主なフィルモグラフィ

### テレビシリーズ
| 年        | 作品                                                         | 役名                     | 備考                                     |
| --------- | ------------------------------------------------------------ | ------------------------ | ---------------------------------------- |
| 1991      | The New WKRP in Cincinnati                                   | ロニー・リー             | 計8話出演                                |
| 1996      | ハイ・インシデント/警察ファイルJ High Incident               | リネット・ホワイト       | 計24話出演                               |
| 2002      | エンジェル Angel                                             | オーブリー・ジェンキンス | 第3シーズン第15話「友情」                |
| 2005      | コールドケース 迷宮事件簿 Cold Case                          | ジュリア・オーウェンズ   | 第2シーズン第16話「お星さま」            |
| 2005      | グレイズ・アナトミー 恋の解剖学 Grey's Anatomy               | ホリー・アダムス         | 第1シーズン第9話「彼の秘密」             |
| 2006      | マダム・プレジデント 星条旗をまとった女神 Commander in Chief | カレン・パットン         | 第1シーズン第18話「Unfinished Business」 |
| 2007-2013 | アーミー・ワイフ Army Wives                                  | ジョーン・バートン       | 計117話出演                              |
| 2012-2013 | スキャンダル 託された秘密 Scandal                            | キンバリー・ミッチェル   | 計5話出演                                |